# Saturnia dixeyi
Saturnia dixeyi är en fjärilsart som beskrevs av Tutt 1910. Saturnia dixeyi ingår i släktet Saturnia och familjen påfågelsspinnare. Inga underarter finns listade.